# Меум
Меум — многолетнее травянистое пряно-ароматическое растение, ботанический род семейства Зонтичные.

## Название
По наиболее распространенной версии, научное латинское родовое название происходит от др.-греч. μεῖον («meion») — меньший, по относительно небольшим размерам растения. Альтернативный вариант предполагает что в основу лег корень др.-греч. μαῖον («maion») до-греческого происхождения, означающий разновидность клевера. Окончательная форма др.-греч. μῆον («meon») использовалась в качестве самоназвания растения Меум обыкновенный (Меум атамантовый).
Русскоязычное родовое название является транслитерацией латинского.

## Ботаническое описание[2]
Многолетнее травянистое растение 15-50 см высотой.
Стебель в основании с многочисленными черными волокнами, простой или слабо ветвистый в верхней части.
Зонтиков 1-3, крупные до 8 см в диаметре.
Плоды распадаются на два равных мерикарпия, колонка раздвоенная до основания. Мерикарпии линейно-продолговатые или линейные 5,5-9 мм длиной, 2-3 мм шириной, слегка сжатые со спинки, голые. Ребра только первичные, все равные, прямые, килевидные. Носик отсутствует, зубцы чашечки при плодах незаметные. Подстолбия конические, стилодии средней длины, отогнутые на спинную сторону мерикарпиев.

## Распространение и экология
По большей части территории Европы, Марокко. Как заносное — в Европейской части России, Дания, Финляндия, Норвегия, Швеция.

## Классификация

### Таксономия[5]
Meum Mill., 1754, Gard. Dict. Abr. ed. 4 : s.p.
Род Меум относится к семейству Зонтичные (Apiaceae) порядка Зонтикоцветные  (Apiales). Кладограмма в соответствии с Системой APG IV:
|  |                                      |  |                                   |                                   |                     |  | ещё 6 семейств |               |               |                                                    |
|  |                                      |  |                                   |                                   |                     |  |                |               |               | 1 подтвержденный вид и 7 в статусе "непроверенных" |
|  |                                      |  |                                   | порядок Зонтикоцветные            |                     |  |                |               | род Меум      |                                                    |
|  |                                      |  |                                   | порядок Зонтикоцветные            |                     |  |                |               | род Меум      |                                                    |
|  | отдел Цветковые, или Покрытосеменные |  |                                   |                                   | семейство Зонтичные |  |                |               |               |                                                    |
|  | отдел Цветковые, или Покрытосеменные |  |                                   |                                   |                     |  |                |               |               |                                                    |
|  |                                      |  | ещё 63 порядка цветковых растений | ещё 63 порядка цветковых растений |                     |  |                | ещё 447 родов | ещё 447 родов |                                                    |
|  |                                      |  |                                   | ещё 63 порядка цветковых растений |                     |  |                |               | ещё 447 родов |                                                    |

### Виды
- со статусом «подтвержденный» ('accepted')
  - Meum athamanticum  Jacq. — Меум обыкновенный, Меум атамантовый

- со статусом «непроверенный» ('unchecked')
  - Meum meum  H.Karst. 
  - Meum nudicaule  Trevir. 
  - Meum piperatum  Ten. 
  - Meum piperinum  Colla 
  - Meum siifolium  Presl ex Steud. 
  - Meum vandasii  Rohlena 
  - Meum vulgare  Hill